# Andreas Müller (Orientalist)
Andreas Müller (* 1630 in Greifenhagen (Pommern); † 26. Oktober 1694 in Stettin) war Propst von St. Nikolai in Berlin. Als ein für die damalige Zeit außergewöhnlicher Kenner orientalischer Sprachen trug er besonders zur Kenntnis des Chinesischen in Norddeutschland bei.

## Leben
Andreas Müller wurde als Sohn des Kaufmanns und Landbesitzers Joachim Müller und Katherina Gericke geboren. Sein Vater, der Wert auf gute Ausbildung legte, sandte ihn auf das Fürstliche Pädagogium (das spätere Regium Gymnasium Carolinum) in Stettin.
Er inskribierte sich 1646 an der Universität Rostock, wo er Theologie und orientalische Sprachen studierte. Bevor er dort am 9. März 1653 disputierte, hatte er an der Universität Wittenberg unter Andreas Sennert (1605–89) seine Sprachkenntnisse vervollständigt. Wenige Wochen später wurde er Rektor der Schule in Königsberg in der Neumark, eine Stellung, die er 1654 wieder aufgab.
Müller erlangte am 19. August 1654 unter dem Dekan Augustus Varenius die Magisterwürde in Rostock. Im Jahr darauf wurde er Propst in Treptow. Am 25. Mai 1657 immatrikulierte er sich als Magister an der Universität Greifswald. Mit finanzieller Unterstützung seines Vaters war es ihm möglich, nach England zu reisen. Dort arbeitete er mit den Orientalisten Brian Walton und Edmund Castell an deren „Biblia polyglotta“ und „Lexicon polyglottum“ mit. Danach fand er Zeit, die holländische Universität Leiden zu besuchen (immatrikuliert 13. April 1658). In Rostock disputierte er erneut am 16. Dezember 1659 über „Rhapsodia sententiarum de errore animarum etc.“, woraufhin er 1660 in die Fakultät aufgenommen wurde.
Bereits zu diesem Zeitpunkt galt Müller als Fachmann für orientalische Wissenschaften, was zu dieser Zeit die Kenntnis von Sprachen, weniger Geschichte und Kultur, bedeutete. Er konnte Türkisch, Persisch und Syrisch gut lesen, beherrschte ausreichend Arabisch. In seinen Arbeiten finden sich Zitate aus dem Aramäischen und Koptischen. Japanische, Altindische, Malaiische Schriften und solche verschiedener Turk-Dialekte hatte er ebenfalls im Besitz. An europäischen Sprachen beherrschte er, außer dem für Gebildete selbstverständlichen Latein und Alt-Griechisch, zumindest teilweise Ungarisch, Russisch und Neu-Griechisch. Zeitlebens sammelte er Alphabete und Übersetzungen des Vaterunsers.
Verheiratet war Andreas seit 1661 mit Emerentia geb. Gerber, Kaufmannstochter aus Stettin. Mit ihr hatte er fünf überlebende Kinder. Von seiner Frau sagte er 1693, dass sie ihn „32 Jahre her unchristlich martere.“ Die Kinder waren Margaretha (* 16. März 1664 in Treptow), Bonaventura (* 4. Oktober 1665 in Bernau bei Berlin, später Stadtphysikus in Stettin) und Sara (* in Bernau bei Berlin). Der jüngste Sohn Quodvultdeus Abraham (* in Berlin), nach einem 4-jährig verstorbenen älteren Bruder benannt, wurde später Pastor.
Nach seiner Rückkehr aus England war er mit der Auswertung der mitgebrachten umfangreichen orientalischen Materialien beschäftigt. Auf Vorschlag des Kurfürsten Friedrich Wilhelm wurde er 1664 Propst von Bernau. Er unternahm Studien in der nahe gelegenen Abteilung für orientalische Schriften der Hofbibliothek (gegr. 1661; heute Preußische Staatsbibliothek). Später beauftragte der Kurfürst ihn mehrfach mit dem Ankauf orientalischer Schriften und der Betreuung dieser Bibliothek.
Am 7. Juli 1667 wurde er Propst von St. Nikolai in Berlin, eine Stelle, in der er aufgrund laufender konfessioneller Grabenkriege angefeindet wurde. Bereits 1671 ersuchte er um die Entlassung aus dem anstrengenden und zeitaufwendigen Kirchenamt, das unter anderem auch die Berliner Armeninspektion mit umfasste. Die Entlassung wurde abgelehnt, 1675 brachte ihm die Ernennung zum Konsistorialrat im Berliner Konsistorium zusätzliche Pflichten.
Trotzdem fand er noch Zeit für Studien des Chinesischen und vom Kurfürsten übertragene Sonderaufgaben. Besonders das Werk „China illustrata“ (Amsterdam 1667) von Athanasius Kircher regte ihn an. Müller, der jesuitische Landesbeschreibungen und Reiseberichte las, gab 1671 eine lateinische Neuausgabe des Reiseberichts „Il Milione“ von Marco Polo heraus. Impulse zur Abfassung von bisher fehlenden Lehr- und Wörterbüchern gingen von ihm und dem kurfürstlichen Leibarzt Christian Mentzel (1622–1701) aus.
Als einer der ersten protestantischen Gelehrten erkannte er die Nestorianische Stele von Sianfu als echt an, die vielfach für eine jesuitische Fälschung gehalten worden war. Der Kurfürst hielt ihn mehrfach an, seine verschiedenen Abhandlungen zum Druck (auf eigene Kosten) zu geben.
1674 wurde er zu den Verhandlungen des Kurfürsten mit dem Ex-Admiral der Ostindischen Kompanie Artus Gijzel hinzugezogen, um ein gleichartiges brandenburgisches Unternehmen gründen zu helfen. Dem Admiral wurden, ebenso wie später aus dem Nachlass von Theodor Petreus, chinesische Bücher abgekauft. Nach dem Tod des Bibliothekars Johann Raue wurde Müller am 16. März 1680 beauftragt, einen Katalog und Wertgutachten der orientalischen Handschriften der kurfürstlichen Bibliothek zu erstellen. Auch erwarb er auf eigene Kosten eine „Typographia Sinica,“ die mit 3287 ausgeschnittenen Zeichen damals größte chinesische Typensammlung Europas.
Kaiser Leopold I. beorderte ihn 1682 nach Wien, um sich einige chinesische Schriftstücke übersetzen zu lassen, eine Reise scheint jedoch nicht stattgefunden zu haben. Zu dieser Zeit war Müller auch am preußischen Hof in Ungnade, was mit der Nichtablieferung der von ihm 1674 angekündigten, ab 1681 finanziell geförderten, „Clavis Sinica“ zu tun hatte. Bereits 1683 war Müller jedoch wieder mit der Katalogisierung von Neuzugängen in der Hofbibliothek beschäftigt.
Im Jahre 1685 wurde ihm gestattet von seinen kirchlichen Ämtern zurückzutreten. Er zog sich in ein neu erworbenes Haus in Stettin zurück, zu diesem Zeitpunkt litt er bereits an Gicht und beklagte seine nachlassende Sehkraft. 1000 Bände seiner Bibliothek bot er 1692 dem Pommerschen Konsistorium in Stargard als Schenkung an, da sich die Herren jedoch verspäteten, machte er, als zunehmend verbittert und bösartig geschildert, die Schenkung wieder rückgängig. Ein Großteil seiner Bibliothek vererbte er schließlich dem St.-Marien-Stift in Stettin, das auch sein Wohnhaus erhielt. Viele seiner privaten Aufzeichnungen ließ er an seinem Todestag, dem 26. Oktober 1694, verbrennen.

## Werke
Teilweise nannte Müller sich in seinen Schriften nach seinem Geburtsort Andreas Müllerus Greiffenhagius und verwendete das Pseudonym Barnimus Hagius.
Viele seiner nicht-theologischen Werke befassen sich mit der Geschichte, Kultur und Sprache Chinas. Die ihm vorliegenden Quellen waren, wie sämtliches Wissen über den Orient der Zeit, jesuitisch beeinflusst, da dieser Orden ein Monopol auf die Vermittlung von Wissen über Asien hatte.
- 1655: Horologia linguarum orientalium. Stettin
- 1670: Disquisitio geographica & historica, de Chataja. Berlin (Digitalisat) – Edmund Castell gewidmet
- 1670: Opus synchronismorum – eine Universalgeschichte aufgrund mathematisch-astronomischer Berechnungen (3 Folio-Bände; Neuauflage 1685)
- 1671: Marci Pauli Veneti, de regionibus orientalibus libri III
- 1671: Haithoni Armeni historia orientalis. Ohne Ort (Digitalisat)
- 1672: Monumentum Sinicum – über die Nestorianer-Stele
- 1674: Hebdomas observationum de rebus Sinicis. Kölln/Spree (Digitalisat) – sieben Abhandlungen zu Geschichte, Astronomie und Geographie Chinas
- 1680: Imperii Sinensis nomenclator geographicus – eine Liste von 1783 Ortsnamen und geog. Koordinaten
- 1683: De eclipsi passionali
- 1684: Anderer Theil des Catalogi der Sinesischen Bücher … Bibliothekskatalog der Neuzugänge 1683, mit Liste der Kaiser
- 1695: Sammelband: Opuscula nonnulla orientalia uno volumine comprehensa. urn:nbn:de:bvb:12-bsb10872439-1

Ein bereits nach seiner Ankündigung 1674 heftig kritisiertes, als „Clavis Sinica“ bezeichnetes Werk, das dem einfachen Erlernen des Chinesischen dienen sollte, verbrannte er unvollendet kurz vor seinem Lebensende, nachdem er seit 1668 daran gearbeitet hatte. Die wenigsten seiner Manuskripte, die 150 Bände umfasst haben sollen, sind überkommen. Seine Leichenpredigten sind in drei Sammelbänden erhalten.